# Streptocalypta
Streptocalypta là một chi rêu trong họ Pottiaceae.